# Pedikyr

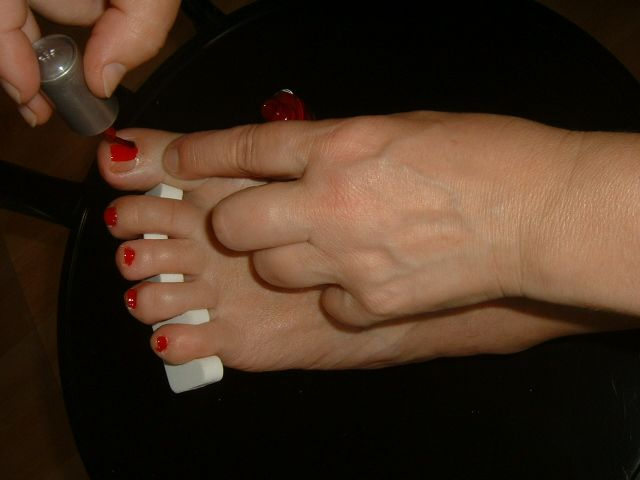
Ett exempel på pedikyr med nagellack.

En pedikyr är skötsel och behandling av fötterna, särskilt tånaglarna, jämförbart med manikyr. Ordet pedikyr kommer från de latinska orden pe´s som betyder fot, och cu´ra som betyder vård. Det är belagt i svenska språket sedan 1899.